# Utahprairiehond
De utahprairiehond (Cynomys parvidens)  is een zoogdier uit de familie van de eekhoorns (Sciuridae). De wetenschappelijke naam van de soort werd voor het eerst geldig gepubliceerd door J. A. Allen in 1905.
Het dier is zo'n 30 à 36 cm lang en heeft een staart van 3 tot 6 cm lang, en het weegt tussen 0,6 en 1,4 kg. Het zijn sociale dieren die in familieverband in uitgebreide ondergrondse burchten wonen en een winterslaap houden.

## Voorkomen
De soort komt enkel voor op graslanden in het zuiden van de staat Utah in de Verenigde Staten. Naar schatting leefden er in 2004 nog 8.000 volwassen dieren in het wild. Verlies van hun habitat, ziekten en vergiftiging hebben ertoe geleid dat de soort bedreigd is.